# Splendrillia elongata
Splendrillia elongata é uma espécie de gastrópode do gênero Splendrillia, pertencente a família Drilliidae.